# Hrabstwo Sheridan (Wyoming)
Hrabstwo Sheridan (ang. Sheridan County) – hrabstwo w stanie Wyoming w Stanach Zjednoczonych. Obszar całkowity hrabstwa obejmuje powierzchnię 2527,07 mil² (6545,08 km²). Według szacunków United States Census Bureau w roku 2009 miało 29 163 mieszkańców. Jego siedzibą administracyjną jest Sheridan.
Hrabstwo powstało w 1888 roku. Jego nazwa pochodzi od generała Philipa Sheridana, uczestnika wojny secesyjnej.

## Miasta
- Clearmont
- Dayton
- Ranchester
- Sheridan

## CDP
- Arvada
- Big Horn
- Parkman
- Story